# Kabinett Stoltenberg III (Schleswig-Holstein)
Das Kabinett Stoltenberg III bildete vom 29. Mai 1979 bis zum 4. Oktober 1982 die Landesregierung von Schleswig-Holstein.
| Amt                                    | Name                                                         | Partei | Partei |
| -------------------------------------- | ------------------------------------------------------------ | ------ | ------ |
| Ministerpräsident                      | Gerhard Stoltenberg                                          |        | CDU    |
| Stellvertreter des Ministerpräsidenten | Henning Schwarz                                              |        | CDU    |
| Inneres                                | Rudolf Titzck bis 30. Juni 1979 Uwe Barschel ab 1. Juli 1979 |        | CDU    |
| Finanzen                               | Uwe Barschel bis 30. Juni 1979 Rudolf Titzck ab 1. Juli 1979 |        | CDU    |
| Wirtschaft und Verkehr                 | Jürgen Westphal                                              |        | CDU    |
| Kultus                                 | Peter Bendixen                                               |        | CDU    |
| Ernährung, Landwirtschaft und Forsten  | Günter Flessner                                              |        | CDU    |
| Justiz                                 | Karl Eduard Claussen                                         |        | CDU    |
| Soziales                               | Walter Braun                                                 |        | CDU    |
| Bundesangelegenheiten                  | Henning Schwarz                                              |        | CDU    |